# Simone Drexel
Pour les articles homonymes, voir Drexel.
Simone Drexel, née à Saint-Gall le 13 mai 1957, est une chanteuse suisse.

## Biographie

### Eurovision 1975
En 1975, Simone Drexel représente la Suisse au Concours Eurovision de la chanson en interprétant le titre Mikado dont elle a écrit le texte et composé la musique.
La chanson est la septième de la soirée, suivant Touch My Life (With Summer) interprétée par Ellen Nikolaysen pour la Norvège et précédant Dan ljubezni interprétée par Pepel In Kri pour la Yougoslavie.
Elle termine à la 6e place. À la fin des votes, la chanson reçoit 77 points et finit 6e des 19 participants.

### Vie privée
Elle est mariée et travaille comme laborantine à Saint-Gall.